# Breuriez
 (août 2011).
Le breuriez (breur signifie frère en breton) était jadis une institution paroissiale qui se traduisait par un rituel complexe, une frairie et une fête populaire. 
Dans la commune de Plougastel-Daoulas, qui occupe une presqu’île sur la rade de Brest, l’organisation que représentait le breuriez a donné son nom à la cérémonie. On parle de cérémonie du breuriez, de rituel du breuriez ou de rite du breuriez. Les Plougastels disent tout simplement « le breuriez » pour en parler.

## Plougastel-Daoulas
Le territoire communal est divisé en 23  breuriez, des subdivisions territoriales qui n'ont pas d'équivalent dans le reste de la Bretagne. C'est une subdivision profane qui ne correspond pas à celle des korkennadoù, qui est une subdivision religieuse. Tous les Plougastells savaient à quel breuriez ils appartenaient. 
« Santé, richesse, aptitude au progrès économique, combinée avec l’attachement à la tradition, parfait accord de l’individu et de son groupe, de l’homme et du sol, qu’est-ce donc que tout cela, si ce n’est pas le bonheur ?» C’est dans la conclusion d’un long article sur Plougastel-Daoulas en 1924 que Charles Le Goffic énumère en ces termes choisis quelques-unes des qualités qui ont contribué au développement du caractère si particulier et spécifique à cette commune.
Toutefois, ces quelques mots préfigurent également la situation future de la presqu’île, dont la désagrégation croissante des breuriez, qui est alors entamée dans les années 1920, représente l’un des effets les plus remarquables, les plus flagrants et les plus révélateurs d’une évolution inéluctable.
En effet, cette « aptitude au progrès économique, combinée avec l’attachement à la tradition », ne pouvait se perpétuer dans l’avenir. Pourtant la paroisse cornouaillaise, à la limite du Léon, conservera encore longtemps cet équilibre et cet aspect autre. Faisant encore figure aujourd’hui de « conservatoire breton » pour de nombreux chercheurs, Plougastel sera célébrée dès le XVIIIe siècle comme un verger d’Éden et plus concrètement comme le « jardin de Brest » par les écrivains-voyageurs comme Jacques Cambry, les collecteurs et folkloristes qui la découvrent en la parcourant. Mais elle ne pourra en définitive faire front à l’ensemble de la conjoncture et des conditions économiques et socioculturelles évoluant sans cesse et se trouvant constamment en but avec le mode de vie traditionnel de la communauté plougastellen.
Jusqu’au début du XXe siècle, la presqu’île de Plougastel-Daoulas n’est reliée que par deux petites routes la faisant communiquer avec Loperhet et Landerneau. Les relations avec Brest, éloignée d’une dizaine de kilomètres seulement, ne s’effectuent alors que par mer. Mais en 1907 un bac à vapeur est installé au lieu-dit du Passage (an Treiz), évitant ainsi entre Brest et Plougastel le détour par Landerneau. Enfin, étape décisive, on inaugure en 1930 le pont Albert Louppe, rapidement surnommé pont de Plougastel.
Les influences de la ville de Brest peuvent dès lors s’exercer directement sur la commune. Ainsi, les lois du marché, celles du développement de la ville de Brest et de sa Communauté Urbaine croissante, la déperdition de la langue bretonne et la diminution de ses locuteurs, l’exode des enfants délaissant la terre et la mer, l’inflation grandissante des nouveaux résidents et tout simplement le progrès : autant de conditions incompatibles avec le délicat mécanisme de l’ancienne société plougastellen qui était fonction de la cohésion parfaite de tous les éléments nécessaires à son mode d’existence. De ce fait, les choses s’en sont allées les unes après les autres et les traditions avec elles.

## La cérémonie dubreuriez
En Bretagne, la Toussaint marque davantage la fête des trépassés que celle de tous les saints. Dans ce pays où « le séjour des morts se confond avec celui des vivants » écrit Anatole Le Braz, la Toussaint célèbre les âmes des disparus, des trépassés, et « ces êtres d’outre-tombe sont désignés par un nom collectif : ann Anaon, les Âmes.»

### La Toussaint
Le jour du 1er novembre dans la commune de Plougastel-Daoulas, la Toussaint se confond aussi avec la Fête des Morts ou Nuit des Morts. C’est le jour de l’ancienne fête irlandaise du 1er novembre – Samain – qui marque le début et la fin de l’année. C’est l’époque des « calendes de l’hiver (kala-goañv) qui, en breton, désignent les premiers jours de novembre. »
Mais si novembre est le mois des morts, il ne faut pas oublier qu’il est aussi « le mois des semailles, le mois de la vie ». C’est le début de la longue période des mois d’hiver et « ce sont ces mois qu’on appelle en breton miziou du (les mois noirs) : du (novembre : noir), kerzu (décembre : entièrement noir) et genver (janvier, emprunt au latin). »
Donatien Laurent rappelle que : « Le 1er novembre, jour où se déroule la cérémonie du breuriez, était l’une des quatre grandes fêtes du temps calendaire celtique. Elle marque le début de la saison sombre comme la fête du 1er mai, six mois plus tard, inaugure la saison claire. Les noms bretons de ces deux fêtes – kala goañv (1er novembre) et kala hañv ou kala mae (1er mai), littéralement “calendes d’hiver” et “calendes d’été” ou “de mai” –, comme celui du mois de novembre – du : “noir” – témoignent encore de ce découpage du cycle annuel en deux moitiés inverses et opposés, hivernale et estivale. Cette nuit du 1er novembre est le véritable commencement de l’année, celle où la nuit l’emporte sur le jour, et c’est en même temps la fin de l’année précédente. C’est une “période close” qui n’appartient ni à l’année qui se termine ni à celle qui commence (Christian-Joseph Guyonvarc'h), une nuit où, selon l’expression de Marie-Louise Sjoestedt, “tout le surnaturel se précipite, prêt à envahir le monde humain”. Son nom irlandais – samain – signifie la “fin ou la récapitulation de l’été” et se retrouve dans le gaulois samonios qui désignait le premier mois de l’année dans le calendrier gallo-romain retrouvé à Coligny, dans l’Ain, à la fin du siècle dernier. »

### Un rituel exprimant la solidarité envers les morts
À Plougastel, la solidarité entre vivants pour les membres d’un même breuriez existe également au-delà de la vie et s’exprime envers les morts au cours d’un rituel représentant la manifestation la plus remarquable de cette forme de rapports privilégiés au jour de la Toussaint.
Cette manifestation constitue sans doute la forme essentielle de la solidarité entre membres d’un même breuriez. Elle leur permet une fois l’an de réunir toutes les familles pour participer à un rite funéraire particulier, afin d’affirmer la fraternité des vivants envers les morts et d’exprimer autant que conforter ainsi symboliquement leur unité et leur cohésion sociale par l’intermédiaire de leurs morts.
La raison de ce rite se trouve dans le rapport qui est établi entre la société des vivants et celle des morts. Cette attitude découle d’une conception particulière du Breton envers la mort, car en fait, écrit Anatole Le Braz, « pour lui, comme pour les Celtes primitifs, la mort est moins un changement de condition qu’un voyage, un départ pour un autre monde. »

### Une institution paroissiale
Dans le cadre restreint et isolé de la presqu’île, cette conception de la mort prend donc la forme d’un rituel funéraire qui a peut-être été unique en Bretagne et en France, et auquel s’ajoute la particularité d’avoir subsisté sous sa forme spontanée jusque dans la seconde moitié du xxe siècle, malgré un déclin entamé dans sa pratique au cours des années 1920.
Simple institution paroissiale en pratique, le breuriez est en fait un système complexe ainsi qu’une unité paysanne et l’on peut estimer qu’il a sa raison d’être dans la cérémonie que la communauté des Plougastels a pu maintenir dans ses prolongements historiques. Il prend aujourd’hui encore la forme d’un rituel auquel correspondent un réseau d’entraide et un réseau territorial, constitués des regroupements de familles de plusieurs villages dans toute la commune. On en comptait vingt-trois en 1915.

### Un rituel qui diverge d’une cérémonie à l’autre
Le jour de la Toussaint les membres des vingt-trois breuriez (bourg compris) se réunissent en autant de lieux, mais la forme et le déroulement que prennent ces cérémonies peuvent être sensiblement différents.
Si au premier abord, on reconnaît des éléments communs à chacune d’entre elles – comme l’arbre, les pommes et le pain –, on remarque également des divergences. Celles-ci peuvent même être tellement importantes que l’on ne peut plus à proprement parler de cérémonies, puisqu’il n’y a parfois plus d’arbre, de pommes, ni même de chants ou de prières. Il arrive même quelquefois qu’elles n’engendrent plus aucun rassemblement important. Il ne reste alors que le pain, ou c’est au contraire celui-ci qui est manquant.
Pourtant, il est probable que les breuriez n’étaient pas aussi dissemblables avant les années 1920, mais on ne peut guère solliciter davantage au-delà la mémoire des plus anciens Plougastels aujourd’hui.

### Un schéma identique malgré tout
Au cours du xxe siècle, les breuriez se sont désagrégés les uns après les autres, jusqu’au dernier à s’être déroulé spontanément en 1979 au village de Larmor (an Arvor). Aussi, les descriptions suivantes et les propos des Plougastels eux-mêmes rendent compte de cérémonies s’étant généralement déroulées entre les années 1940 et 1970. Néanmoins, ces témoignages permettent de dégager une trame ou un schéma représentatifs globalement identiques pour toutes les cérémonies.

## Description générale du rituel

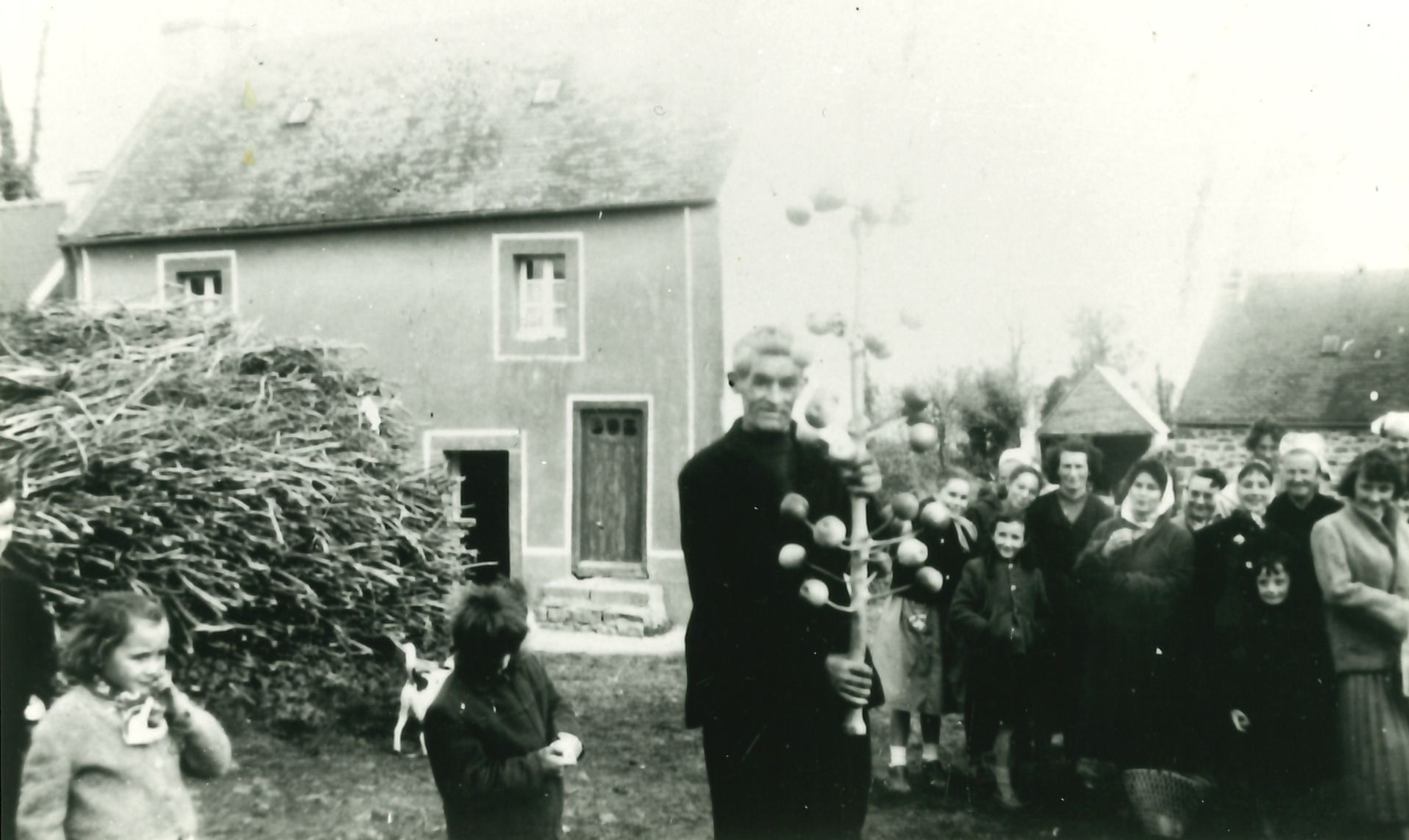
Le breuriez, le 1er novembre 1957, dans le haut du village d'Illien-ar-Guen (auteur inconnu).

Le breuriez s’articule autour de la tradition du bara an anaon (pain des trépassés) et du gwezen an anaon (arbre des trépassés), ou gwezen ar vreuriez (arbre de la frairie). Chaque famille d’un breuriez doit être représentée ce jour de la Toussaint pour participer au rituel. Celui-ci commence habituellement au début de l’après-midi. Plusieurs dizaines d’habitants du breuriez, hommes, femmes et enfants se réunissent devant la maison de l’un d’entre eux, ou dans la grange si le temps est mauvais, et parfois en un lieu immuable pour tout le breuriez.

### L’arbre dubreuriez
Une fois que tout le monde est rassemblé commence alors l’adjudication du gwezen an anaon, qui est généralement un arbre stylisé d’une hauteur d’environ 1,50 m. L’arbre peut être taillé dans une branche de houx qui a été écotée, écorcée et taraudée, puis sur laquelle on a inséré plusieurs dents de bois. Sur chacune de celles-ci on a fiché une pomme, et la plus grosse est au sommet de l'arbre, dénommé "arbre à pommes".

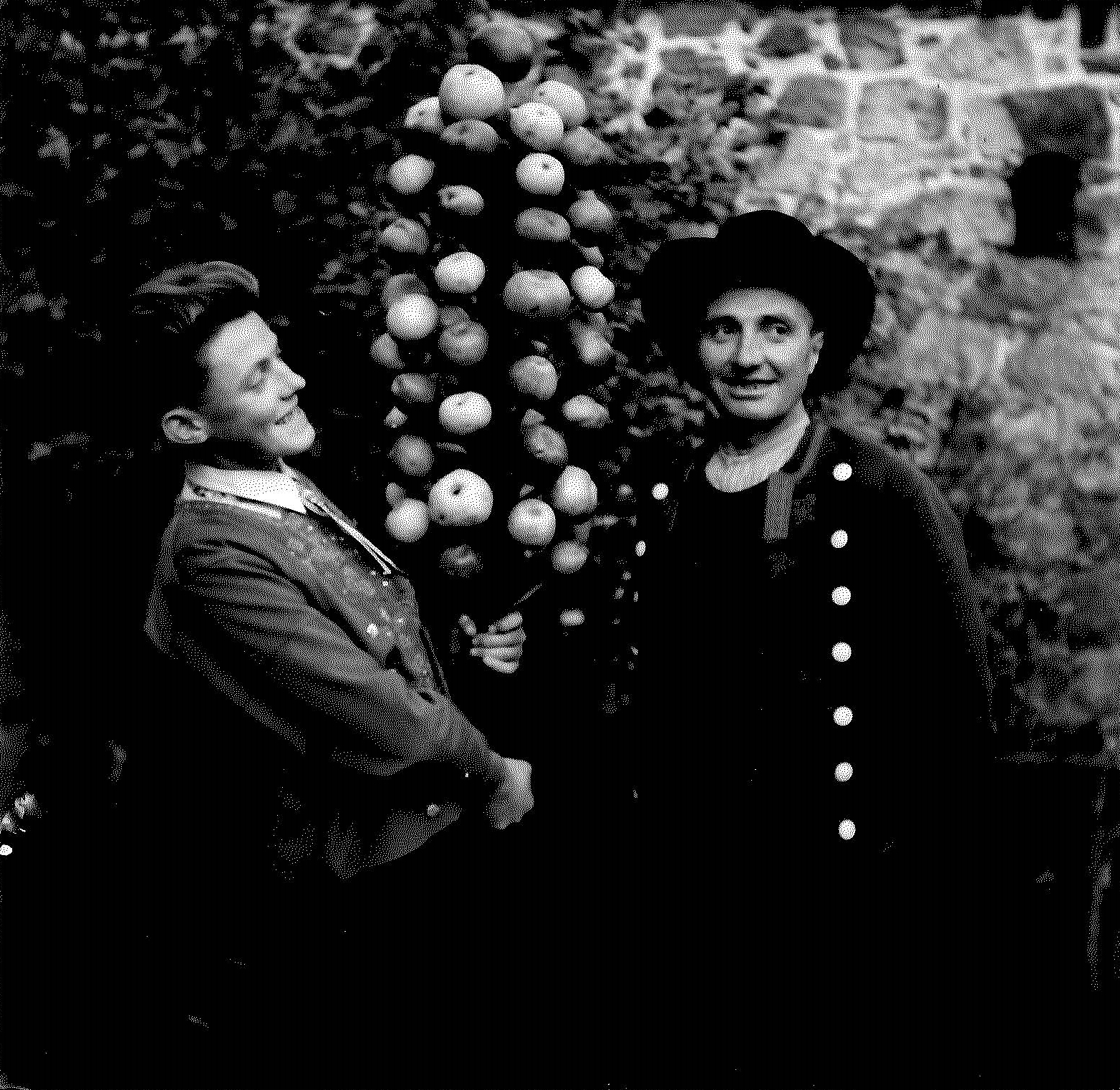
Au village de Kernizi, l'arbre du Breuriez (arbre à pommes) est mis aux enchères le 1er novembre 1953 ou 1954 (auteur inconnu).

Le porteur de l’arbre du breuriez, qui peut être toujours le même ou bien l’adjudicateur de l’année, harangue l’assemblée pour faire monter les prix et s’interrompt lorsque plus personne ne surenchérit. Mais les enchères sont souvent fictives et l’acheteur connu à l’avance, puisque l’arbre est généralement adjugé à tour de rôle et son parcours est réglé dans un breuriez selon un itinéraire qui passe de maison en maison dans chaque village, afin que chaque famille puisse normalement l’acquérir au moins une fois dans sa vie. L’adjudicataire reçoit alors l’arbre et laisse l’adjudicateur emporter la grosse pomme du sommet. Puis, il peut enfin emporter l’arbre et le conserver dans sa maison durant une année.

### Le pain et les pommes
Sur une table recouverte d’un drap blanc ou d’une nappe (doucher) ont été déposés dans une corbeille des petits pains ronds que la famille adjudicatrice avait fait bénir au presbytère le matin même ou la veille par le prêtre. Parfois, cette famille s’occupe de se procurer à la fois le pain et les pommes, mais lorsque le breuriez concerne de nombreuses familles, deux familles voisines sont adjudicatrices – l’une pour le pain et l’autre pour l’arbre et les pommes – afin que le tour du breuriez ne se réalise pas en un nombre d’années trop important.
L’assistance recueillie reprend en commun les grasou an anaon (prières mortuaires, en breton : les grâces), que récite à genoux le pedenner (souvent la même personne qui a l’habitude de commencer et de diriger les prières), puis le De profundis et le chapelet des morts.
Une fois les prières terminées, chaque famille vient prendre son pain dans la corbeille et laisse en échange une obole dont la valeur est laissée à l’appréciation de chacun.
À proximité des pains sont aussi à vendre des petites pommes (parfois nommées avalou an anaon : pommes des âmes ou pommes de Toussaint) disposées dans des paniers ou des cageots et que tout le monde peut acheter contre une obole généralement assez élevée comme pour le pain. Ce sont souvent les enfants qui en prennent, ce jour étant pour eux une véritable fête. Il peut arriver que l’on présente aussi des nèfles et même des poires en supplément. Les fruits du breuriez proviennent des vergers de la famille adjudicatrice ou, si elle n’en a pas, elle achète les fruits chez un voisin, un ami ou dans une ferme disposant de vergers. Après quelques propos, tout le monde se sépare et chacun rentre chez soi.
Le soir dans les maisons, le pain des trépassés est partagé avant le dîner en autant de parts qu’il y a de membres dans la famille et l’on mange son morceau sec après avoir fait le signe de croix. Parfois on ajoute aussi d’autres prières en plus de la lecture du Buhez ar Sent (Vie des Saints).

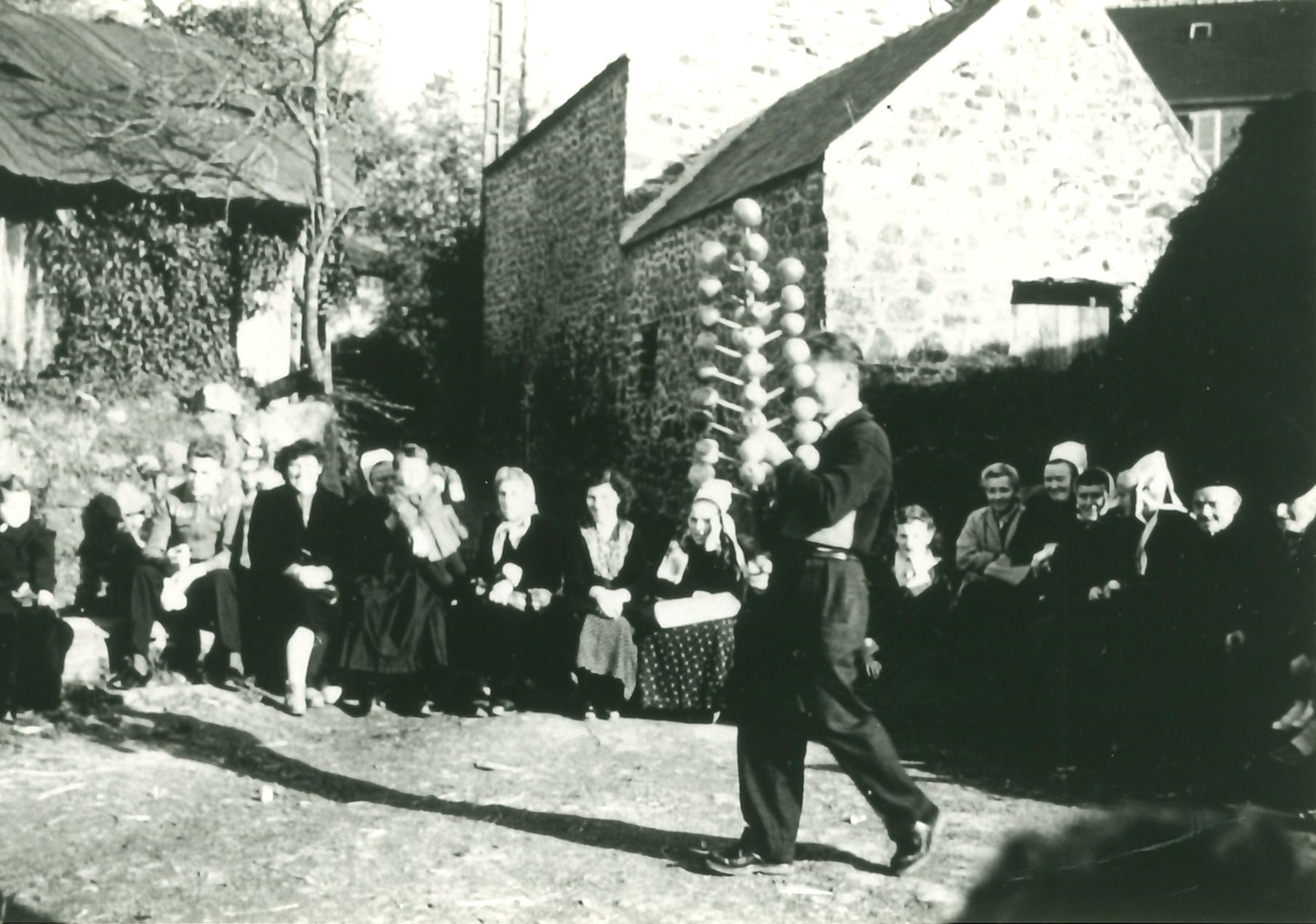
Le breuriez au Skifieg le 1er novembre 1958 (auteur inconnu).

Le lendemain, l’argent recueilli est apporté au prêtre de l’église paroissiale, qui annonce en chaire le dimanche suivant les sommes réunies par breuriez. Mais l’adjudication de l’arbre, autant que les enchères et les oboles pour le pain ou les pommes, sont ici strictement symboliques et ne participent pas d’une quelconque opération commerciale. En fait, l’argent sert à faire dire des messes pour le repos de l’âme des disparus.

### Breuriezdes jeunes et des anciens
Parfois, le produit de la vente de l’arbre et du pain bénit revient au breuriez des vieux, le breuriez ar re goz, et il sert en particulier à faire dire des messes pour les anciens. Quant au produit de la vente des pommes, il appartient généralement au breuriez des jeunes, le breuriez ar re yaouank.
Mais ce marquage des jeunes et des vieux ne se retrouve pas qu’au jour du breuriez, et selon Gilbert Hamonic, il serait sans doute aisé de déceler au travers de certains rites chrétiens, où le breuriez se doit d’être représenté, un lien direct entre les motifs de ces réunions et l’admission de nouveaux membres dans le groupe social. Les expressions de breuriez ar re yaouank et de breuriez ar re goz viennent ici en témoigner, puisqu’elles sont employées pour définir en pratique la classe d’âge à laquelle appartient un individu. Ainsi par exemple, les nouveaux époux sont admis dans le breuriez ar re goz le jour de leur mariage.
Un an s’écoule alors avant que les membres du breuriez ne se rencontrent à nouveau de cette façon, le jour de la Toussaint.

## LebreuriezdeKergarvan
- Si vous ne connaissez pas le sujet, laissez ce bandeau (vous pouvez alors contacter les auteurs).
- Si vous supprimez le contenu mis en cause (vous pouvez préalablement contacter les auteurs),

argumentez précisément cette suppression dans la page de discussion
(un manque de référence n'est pas un argument ; une recherche réelle de référence doit avoir été effectuée, être formellement documentée).
Voyons maintenant plus particulièrement un breuriez parmi les vingt-trois qui existaient encore vers 1915 à Plougastel-Daoulas, celui du village de Kergarvan, au sud de la commune.
Le breuriez concernait quatre-vingts familles, réparties dans onze villages que sont, dans l’ordre du déroulement de la cérémonie et en prenant comme point de départ le premier village mentionné par les Plougastels : Runavel, Keralgi, Kerlaorañs, Traonliorzh, Kergarvan, Kereven, le Skivieg, Keramene et le Four-à-Chaux (Forn-Raz), Keralkun, Pennaneac'h-Rozegad et Saint-Guénolé (Sant Gwenole).
Selon un habitant de Keralkun, le Rozegad est considéré comme « le coin le plus vrai » de Plougastel avec le Tinduff. Ici, le breuriez était organisé par deux familles qui gardaient les arbres et qui s’occupaient du pain. La cérémonie se déroulait dans les villages et à Runavel, elle se déroulait toujours au run (sorte de petit terrain surélevé derrière des maisons). On amenait toujours beaucoup d’enfants et on leur faisait des promesses : « Si vous êtes sages, vous viendrez au breuriez. » Même les bébés d’à peine un an étaient là. On achetait un tablier ou un bonnet neuf pour les filles. On ne portait sans doute pas des vêtements superbes, mais on était propre comme pour la basse-messe ou les Rameaux. La femme de la famille qui invitait était en sous-coiffe, mais les autres étaient toujours en coiffe comme un dimanche.
Douze à quinze personnes étaient là pour vendre des pommes de deuxième choix. Elles faisaient le tour de l’assemblée et proposaient leurs pommes en faisant monter un peu les prix. Tout le monde en achetait, même ceux qui avaient des vergers, parce que c’était des pommes de Toussaint.
On vendait aussi des poires et des nèfles blettes, les meilleures. Après, ceux qui vendaient les pommes passaient dans la maison qui invitait, on leur servait un coup à boire et ils remettaient l’argent des pommes qu’ils avaient vendues à la famille. On demandait alors à deux ou trois personnes d’habiller les arbres, puis un homme se découvrait et portait le premier arbre pour le montrer à toute l’assemblée. Il annonçait une enchère de base et faisait monter les prix. Il se formait déjà deux ou trois groupes au début qui se lançaient des enchères avec un responsable pour chaque groupe. Le porteur allait d’un responsable à un autre et au bout d’un quart d’heure on arrêtait, le premier arbre était adjugé. L’adjudicataire responsable le prenait et le vendeur prenait la pomme du dessus.
Ensuite, la famille adjudicataire se rendait dans la maison de la famille qui invitait pour lui payer le montant de l’enchère et partager les pommes. S’il ne restait plus qu’une équipe, elle se divisait en deux et on reprenait les enchères jusqu’au même prix atteint précédemment par le premier arbre. Mais à la fin, si l’équipe avait dû se diviser, elle se réunissait à nouveau pour que chacun profite du second arbre, et de même s’il était resté deux équipes normales. Il est arrivé parfois qu’un groupe supplémentaire se crée et paye le prix fort pour obtenir l’arbre. En général, c’était parce qu’il y avait eu un décès dans une famille.
Un jour, le mouvement de jeunesse agricole chrétienne dirigé par le curé a pris l’argent de sa caisse pour se faire adjuger l’arbre du breuriez, mais le curé a été très en colère de voir partir tout l’argent du mouvement de cette façon.
Les deux équipes de douze ou quinze personnes, auxquelles les arbres étaient adjugés et qui formaient quelques familles, revenaient l’année suivante vendre des pommes et garnir les arbres. En fait, l’arbre ne revenait pas à une équipe qui se partageait seulement les pommes. Il revenait au voisin dont c’était le tour dans le village et il le gardait chez lui parce que sa maison était celle de la famille qui invitait l’année suivante.
Il n’y avait que le pain bénit qui était à la charge des deux familles. À l’église, le dimanche suivant, on annonçait l’argent récolté par le breuriez, et là on voyait quel breuriez était le plus puissant.
Il fallait à peu près 40 ans pour effectuer le tour du breuriez de maison en maison. Il s’est éteint à Keralkun en 1972.

## Description des arbres dubreuriez
Les arbres du breuriez (voir ici l'exemple d'un arbre sur le portail documentaire du Musée de Bretagne et de l'Écomusée du pays de Rennes) sont deux tiges travaillées à huit pans, taillées dans l’if, écorcées, écotées et taraudées. Ils sont presque identiques. Sur l’un, le fabricant a assujetti trent-six dents de bois avec la pointe du sommet, mais il en manque désormais cinq avec celle du sommet. Il mesure 1,09 m × 0,13 m (hauteur × circonférence). Il porte une bague de métal au manche, ainsi que la marque en creux : « G× JM° kergarvan = 1951 ».
L’autre arbre porte trente-huit dents de bois avec celle du sommet, mais et il en manque une. Il mesure 1,17 m × 0,14 m (hauteur × circonférence). Il porte la même bague de métal au manche, ainsi que la marque en creux : « G× JM° K = van 1951 ». Donc, en 1951, le fabricant des arbres se nomme Jean-Marie Grignoux, du village de Kergarvan.
Il subsiste un autre arbre du breuriez, de surcroît plus ancien, et que l’on peut observer au Musée national des arts et traditions populaires à Paris (devenu Mucem à Marseille). Cet arbre est présenté dans la vitrine intitulée « Fêtes calendaires publiques », afin d’illustrer la Toussaint.
Le dossier d’objet de ce musée mentionne que cet arbre à pommes est dénommé arbre des morts ou gwezen an anaon. Il est entré dans les collections en 1966. Il se présente sous la forme d’une tige de bois travaillée à huit pans, écorcée, écotée et taraudée. Il est hérissé de quarante-et-une dents de bois. Il porte la marque en creux : 1864.
L’arbre mesure 1,08 m × 0,195 m (hauteur × circonférence). Le dossier d’objet précise en outre que Jean-Marie Grignoux est le donateur de l’arbre exposé, lequel a remplacé en 1951, par des nouveaux, les deux anciens arbres, dont celui-ci daté de 1864 et un autre daté de 183... ? L’arbre a été collecté le 1er novembre 1966 au village de Kergarvan par Jean-Pierre Gestin, Conservateur du Parc Naturel Régional d’Armorique.
Il existait également deux petits arbres (gwezennig) en aubépine noire, portant chacun trois pommes et posés sur la table à côté du pain, que l’on retrouve sur des photographies prises au Skivieg en 1958, ainsi que sur les documents vidéo réalisés par Jean-Pierre Gestin en 1966 et 1968 au village de Keralkun.

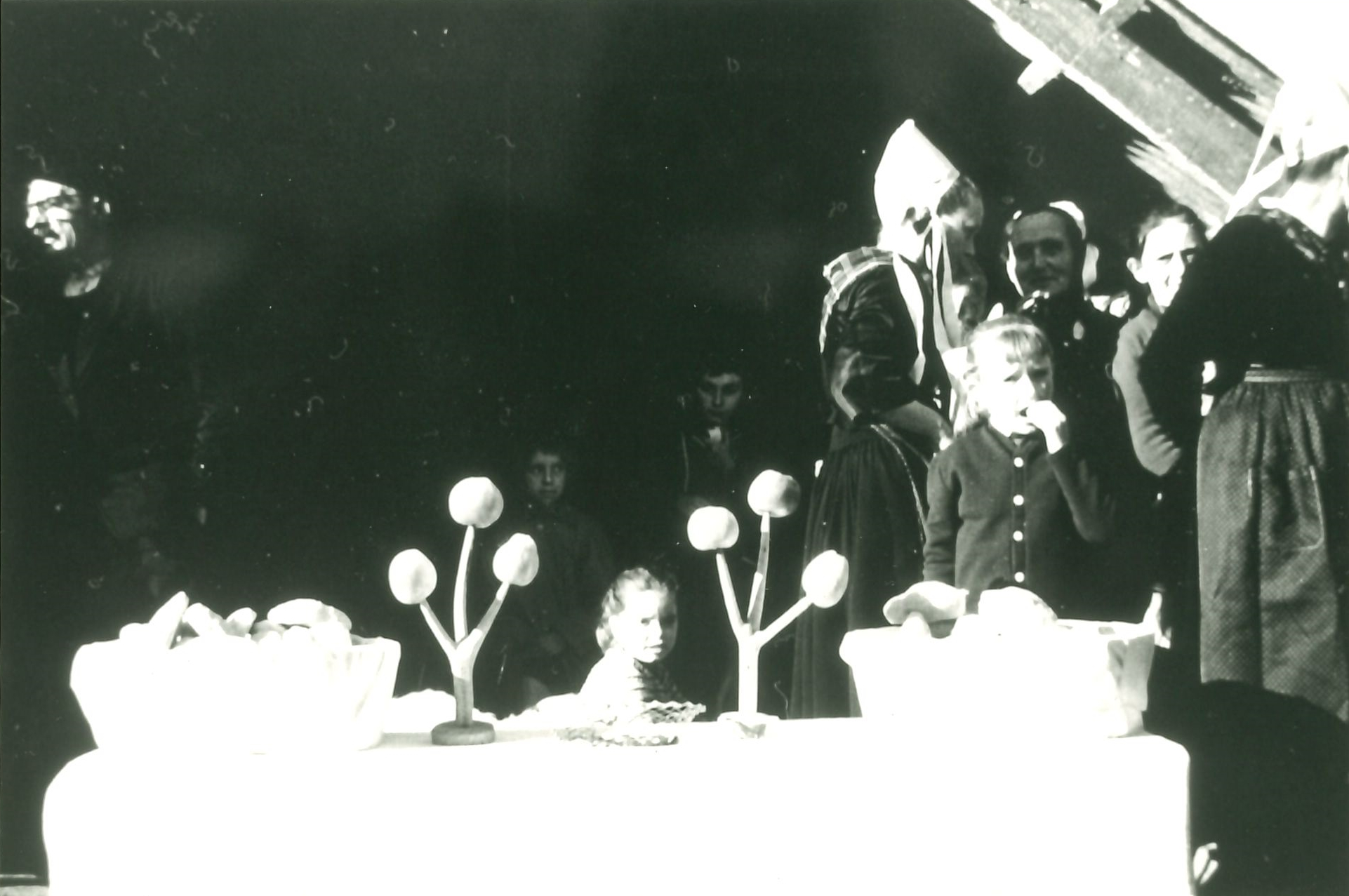
Deux petits arbres (gwezennig) au Squiffiec le 1er novembre 1958 (auteur inconnu).

L’arbre du breuriez, en tant qu’élément constitutif invariant et symbolique du rituel, a ici une fonction prophylactique sous-jacente, voire apotropaïque et participe plus largement du culte archaïque de l’arbre ou dendrôlatrie.

## Conclusion
L’extinction des breuriez de Plougastel-Daoulas s’est échelonnée au cours du xxe siècle : le nombre de breuriez a diminué d’abord très lentement (passant de 23 en 1915 à 14 en 1960), puis rapidement (4 en 1970, 1 en 1979 et 0 dès 1980).
Pour des raisons techniques, il est temporairement impossible d'afficher le graphique qui aurait dû être présenté ici.

Relativement à l’extinction de l’ensemble des breuriez, on peut estimer que celui du village de Kergarvan est représentatif et on remarque que l’intérêt s’était complètement estompé dans les années 1970, comme presque partout ailleurs dans la commune à cette date. Les conditions et les motivations profondes de la raison d’existence de la cérémonie du breuriez avaient alors totalement disparu.
Il s’agit là des conséquences ultimes d’une solution de continuité entre un passé traditionnel et le présent. La désagrégation des breuriez illustre, en tant que l’un des effets les plus marquants, la déstructuration et la désintégration des parties constituantes de l’ancienne société plougastellen – c’est-à-dire un état d’anomie par rapport à un mode de vie traditionnel antérieur –, en attendant que s’y substitue le Plougastel de demain, dont la potentialité s’exprime déjà pleinement aujourd’hui.
Le 1er novembre 2023 4 breuriez ont perpétué la tradition à travers une fête ou une cérémonie religieuse. « La cérémonie du breuriez de Rozegad est la plus fidèle à la tradition : l'arbre à pommes est présenté à la communauté, les fruits vendus et des cantiques entonnés en fin de célébration ».

## Le renouveau d’un rituel funéraire:revivalde la cérémonie dubreuriezà Plougastel-Daoulas
André Malraux « pressentait un retour de la mystique, mais sous une forme imprévisible » et selon Mircea Eliade, le sacré n’est pas un moment de l’histoire de la conscience, car le besoin du sacré « est une nécessité liée à notre condition ». En fait actuellement, « ceux qui cherchent à retrouver le spirituel dans la modernité le font avec un engagement qui implique le corps [...]. Ils sont “traditionalistes” dans la mesure où ils vont puiser le renouveau dans les grandes expériences du passé. »
Sans doute ces propos peuvent-ils convenir à quelques habitants de la commune de Plougastel-Daoulas en Finistère et au renouveau d’une tradition dont ils sont à l’origine depuis 1981. S’inscrivant dans une tendance d’un besoin du sacré inhérent à l’homme, on peut penser que ce renouveau d’une tradition spécifique à la presqu’île de Plougastel – au même titre que ses fraises et son calvaire en sont les attributs – participe également d’un mouvement de patrimonialisation depuis quelques années.
La réactivation de la coutume du breuriez – d’initiative associative – constitue un besoin pour la société plougastellen, en cours de transformation, de renouer avec des traditions et de ressentir un sentiment d’appartenance à un groupe ou une communauté, même si actuellement, certains acteurs du rituel dans l’assistance sont simplement spectateurs et étrangers à la commune.
Le rituel est désormais dépouillé de son strict cadre référentiel et de toutes les conditions essentielles qui en rendaient auparavant la pratique nécessaire, naturelle et spontanée au sein de la société traditionnelle plougastellen. Les organisateurs de la cérémonie réactivée du breuriez, relayés par la municipalité et les médias locaux, parlent de vieille tradition et de survie. Or, n’est-ce pas une erreur que de vouloir à tout prix incorporer dans le champ de la tradition des formes de manifestation altérées d’une coutume, avec l’idée de permanence de sa transmission – bien qu’il y ait eu rupture en 1980 –, alors qu’elle se déroule indûment dans le champ de la modernité et y perd donc ce statut traditionnel qui demeure par définition celui d’un mode de vie tout entier, la façon de vivre d’un milieu social traditionnel qui ne se réduit pas simplement à une forme unique de manifestation ? Car la tradition et une pratique traditionnelle sont le fait d’une société traditionnelle à tous les jours de l’année, à chaque aspect de ses jours et dans la moindre de ses manifestations.
Il y a ici un hiatus évident entre la tradition et sa récupération sous une forme nouvelle et altérée, mais la vertu sociale, cohésive et spirituelle de la réactivation de la tradition est tout de même manifeste et devrait se suffire, sans pour autant devoir se positionner en tant qu’héritière d’une tradition.
Il faut bien constater que la fête et le rituel mettent ici en relief une rupture dans la pratique de la tradition, soit définitive soit avec une reprise, ou alors d’une pratique sans solution de continuité. Ce constat se situe au niveau d’une réflexion qui est à mener sur la longévité des rites.
En 1969, Robert Cresswell remarquait que l’univers spirituel traditionnel des Irlandais avait été banni par l’Église, bien que non détruit, et que le destin de leur autre monde de conception celtique était « l’oubli, comme le reste de la tradition orale, en attendant qu’arrive le stade de développement de la culture industrielle où le besoin se fera sentir de rouvrir ces portes à moitié oubliées. » Mais « il semblerait que l’accès d’un pays au niveau industriel crée en premier lieu une très forte pression sur les habitants des bourgs des campagnes agricoles. » L’industrialisation conduit à un changement radical sur le plan économique, social et des mentalités, ainsi qu’elle provoque un oubli du monde spirituel traditionnel qui n’est plus adéquat et auquel se substituent d’autres préoccupations parfois plus triviales, avant de revenir à des valeurs spirituelles.
Cozette Griffin-Kremer écrit que « tant que la vie quotidienne ne change pas profondément, la fête ne cesse d’exprimer une adéquation entre la réalité et la perception de la réalité dans des sociétés restées essentiellement rurales, où ce renvoi entre la réalité et la façon de l’organiser sous-tend une compréhension “totale” du monde. » Le mode de vie qui est ici évoqué, applicable sans doute à la commune de Plougastel-Daoulas jusqu’au début des années 1930, n’a cessé de s’altérer par la suite, en dépit d’une irréductibilité de ses habitants. Mais aujourd’hui, peut-on penser également avec l’auteur que les campagnes de sauvetage auxquelles chacun peut assister dans les communautés rurales « ne sont pas de simples opérations de récupération, mais l’expression de besoins profonds, parfois diffus et confus, mais toujours présents. » ? Sans verser a contrario dans le pessimisme, on ne peut s’empêcher de songer ici au « romantisme mal taillé » évoqué par Robert Cresswell et dont il convient d’être conscient. Sans doute assiste-t-on à Plougastel-Daoulas à des opérations de sauvetage comme celle du breuriez, mais qui ne paraissent pas recueillir l’assentiment général des anciens habitants de la commune. Peut-être les plus réticents espèrent-ils secrètement la réouverture des portes de l’autre monde et qu’ils n’osent pas ? Ou peut-être n’y croient-ils plus suffisamment ? Mais peut-être jugent-ils aussi qu’il est trop tard et que ce n’est plus le temps ? Quant aux autres, une nostalgie affichée dans la bonne humeur ne suffit pas forcément à renouer avec un mode d’existence révolu, où les gestes avaient un sens profond et une raison d’être. Sans doute assiste-t-on à un regain général de spiritualité, témoignant effectivement de « besoins profonds, parfois diffus et confus », mais donc également d’une désorientation s’expliquant par l’inadéquation entre le souvenir d’une vie passée, la sienne ou celle des autres plus âgés – qu’ils soient des ascendants familiaux ou non – et les exigences du présent par trop différent et davantage angoissant.
Robert Cresswell concluait que « l’Irlande traditionnelle, voire l’Irlande d’aujourd’hui, disparaît, certes, sans possibilité de retour, mais l’Irlande de demain existe en potentiel déjà. » Dans le même ordre d’idée, mais à une autre échelle, on peut penser que le Plougastel d’aujourd’hui préfigure son lendemain et que sa potentialité s’exprime pleinement, mais sans que l’on puisse pour autant deviner les embûches futures et les changements correspondants.